# 균혈증
균혈증(菌血症, bacteremia, bacteraemia)은 혈액에 세균이 존재하는 상태를 말한다. 일반적으로 혈액은 무균상태이기 때문에, 혈액 배양 검사 등을 통해 세균이 검진되는 경우 질병으로 분류한다. 패혈증은 혈액 감염에 대한 면역반응이므로 균혈증과는 다르다.
세균은 폐렴이나 수막염 등의 감염 합병증이나, 외과수술중 위장관 등의 점막을 통해 혈관으로 침투한다. 카테터 등의 이물질이 동맥, 정맥 등에 삽입될 때 같이 들어오기도 한다. 치과 시술이나 이를 닦는 도중에 일시적으로 들어올 수도 있다.
몇 가지 중요한 질병을 야기할 수도 있다. 균혈증에 대한 면역 반응은 패혈증 및 패혈성 쇼크를 유발할 수 있으며, 이 경우 높은 사망률을 보인다. 또한 혈액성 확산을 통해 몸의 다른 부위로 퍼질 수 있어, 심장내막염이나 골수염 등 원 감염 부위에서 멀리 떨어진 장소에서도 질병을 일으킬 수도 있다. 항생제를 통해 치료할 수 있어 고위험군의 경우 항생제 치료를 수행한다.

## 증상
혈액의 세균감염은 대부분 일시적이며 면역계에 의해 빠르게 제거된다. 발열, 오한, 저혈압 등의 증상으로 대표되는 패혈증을 일으키는 경우가 많다. 심각한 면역 반응은 패혈성 쇼크와 다발성 장기 부전을 초래하는 등 치명적일 수 있다.

## 원인
세균은 여러 가지 방법으로 혈액에 침투할 수 있다. 그람 음성, 그람 양성, 혐기성 등 각 세균의 분류에 따라 혈류로 침투하는 경로에 차이가 있어 이를 기준으로 분류한다. 감염 장소에 따라 원내감염과 사회내 감염으로 구분할 수도 있다.

### 그람 양성 균혈증
그람 양성균이 주류 균혈증을 일으킨다. 특히 포도상구균, 연쇄상구균, 장내구균이 균혈증의 주 원인이 된다. 보통 피부나 위장관에서 발견된다.
황색포도상구균은 북미와 남미에서 원내감염을 일으키는 가장 흔한 종인데, 사회내 감염의 원인이 되기도 한다. 피부 궤양이나 상처, 호흡기 감염, 그리고 IV 약물이 사회내 그람 양성균 감염의 주 원인이 된다. 황색포도상구균은 정맥 카테터, 요로 카테터 등의 외과 수술로 인한 원내감염의 주 원인이다.
균혈증을 일으키는 연쇄상구균은 다양하다. 연쇄상구균 A군(GAS)은 피부 및 유조직을 통해 균혈증을 일으킨다. 연쇄상구균 B군(GBS)는 신생아에서 발생하는 균혈증의 주 원인이 된다. 녹색연쇄상구균 종들은 입에 주로 감염되어 식사, 칫솔질, 치실질을 통해 감염할 수 있다. 치과 시술이나 화학 치료를 통해 심각한 균혈증이 발생하기도 한다. 결장암환자의 경우 streptococcus bovis가 주 원인이 된다.
장내구균 역시 원내감염으로 인한 균혈증의 주 원인이다. 이 균류는 일반적으로 위장관이나 여성의 생식기에 서식한다. 정맥 카테터, 요로감염, 외과적 상처 등은 모두 장내구균성 균혈증의 원인이 된다. 반코마이신 내성 장내구균은 장기 입원 환자나 항생제 사용이 빈번한 환자에게 균혈증의 원인이 될 수 있다.

## 같이 보기
- 항균 예방
- 진균혈증
- 바이러스혈증